# Sonja Willems
Sonja Willems (1960) is een Belgisch bestuurder en voormalig bedrijfsleider. Ze werkte van 1987 tot 2022 bij Janssen Pharmaceutica en Johnson & Johnson.

## Levensloop
Sonja Willems studeerde af als handelsingenieur aan de Universiteit Hasselt. In 1982 ging ze bij de Belgische tak van het farmaceutische bedrijf Eli Lilly and Company aan de slag. In 1987 maakte ze de overstap naar Janssen Pharmaceutica. Ze bekleedde er verschillende internationale posities en werkte onder meer in Toronto in Canada en Düsseldorf in Duitsland. Van 2007 tot 2010 was Willems managing director van Johnson & Johnson, het Amerikaanse bedrijf boven Janssen Pharmaceutica, in Hamburg in Duitsland. Van 2010 tot 2012 was ze in Hamburg managing director van Ethicon, een dochteronderneming van Johnson & Johnson, en van 2012 tot 2021 managing director van Janssen Benelux. Ze beëindigde haar carrière bij Janssen in 2022 als strategisch directeur.
Van 2012 tot 2018 was ze voorzitter van de raad van bestuur van pharma.be, een vereniging van farmaceutische bedrijven. In 2020 volgde ze Bruno Segers als voorzitter van de raad van bestuur van Flanders Investment and Trade op. Sinds 2022 is ze tevens voorzitter van het Observatorium voor de farmaceutische industrie. Verder bekleedt ze bestuursmandaten bij Women on Boards (sinds 2019) en bpost (sinds 2021).